# فيونا دوريف
فيونا دوريف (من مواليد 30 أكتوبر 1981) هي ممثلة أمريكية. وهي معروفة بدور نيكا بيرس في فيلمين من سلسلة Child Play ، في فيلمين لعنة تشاكي وطائفة تشاكي.ومن المعروف أيضا ان فيونا ادت لأدوارها كما بارت كيليش في المسلسل التلفزيوني Dirk Gently وكالة التحري الكلي وكايي في الدم الحقيقي.

## النشأة
ولدت فيونا في وودستوك، نيويورك، ابنة الممثل المعروف براد دوريف وجوننا دوريف، الذي جعلها تعيش كمريض نفسي. لديها شقيقها وحيدة من والده فقط، كريستينا دوريف، ولدت في عام 1976.

## بداية التمثيل
في عام 2005، قدمت دوريف أول تمثيل في المسلسل التلفزيوني «ديدوود». في العام التالي، مثلت دور أليس في مسلسل تلفزيوني صغير (Thief). في نفس العام، ظهرت دوريف لأول مرة في فيلم ليتل شينير كدور رئيسي.
في عام 2007، تم صورت فيونا في الفيلم القصير The Lucky One. في عام 2008، اخذت دور بيكي في فيلم (Garden Party) وليسا في (Frank the Rat). في نفس العام، قامت ضيف شرف في فيلم القانون والنظام: وحدة الضحايا الخاصة كالمحقق نيكي بريسلين.
في عام 2016-17، كان دوريف قد لعب دورًا متكررًا كـ «قاتل شامل» بارت كورليش على وكالة المخبر الشمولي ديرك بلطف. استمرت السلسلة لموسمين. أيضا في عام 2016، صورت بري في الدم هو الدم. [5] [6]
وفي عام 2014 مثلت مع والده براد دوريف فيلم لعنة تشاكي ومثلت دور الفتاة المعاقة نيكا بيرس.
في عام 2017، استعدت فيونا دورها كنيكا بيرس في فيلم الرعب طائفة تشاكي.
فيونا لعبت دور جينيفر ردينغتون، ابنة طويلة فقدت من الشخصية الرئيسية ريموند ريدينغتون، في فيلم (The Black List).

## وصلات خارجية
- فيونا دوريف على موقع IMDb (الإنجليزية)
- فيونا دوريف على موقع روتن توميتوز (الإنجليزية)
- فيونا دوريف على موقع ألو سيني (الفرنسية)
- فيونا دوريف على موقع أول موفي (الإنجليزية)
- فيونا دوريف على موقع قاعدة بيانات الفيلم (الإنجليزية)
- فيونا دوريف على موقع كينوبويسك (الروسية)
- فيونا دوريف في قاعدة بيانات أقل من برودواي على الإنترنت